# Nicola Termöhlen

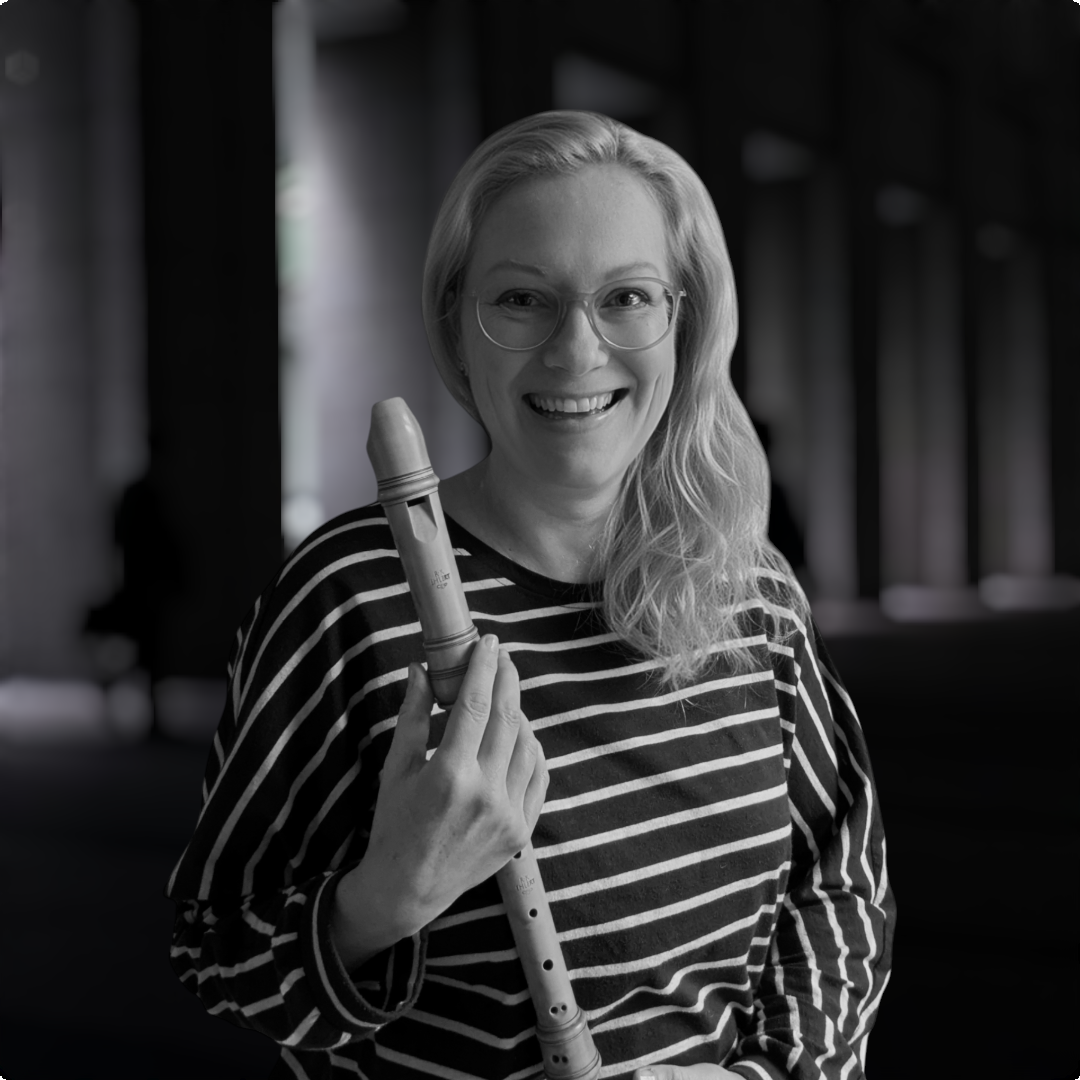
Nicola Termöhlen (2024)

Nicola Termöhlen (geboren in Oldenburg) ist eine deutsche Komponistin und Blockflötistin.

## Biografie
Nicola Termöhlen wurde in Oldenburg geboren und lebt heute in Lüneburg. Sie begann ein Jungstudium für Blockflöte und Musiktheorie an der Hochschule für Künste Bremen und setzte ihr Studium an der Hochschule für Musik und Theater in Hamburg fort. Sie erhielt Stipendien und Förderungen von der Otto-Stöterau-Stiftung sowie der Alfred-Toepfer-Stiftung und schloss ihr Studium mit dem Instrumentaldiplom sowie dem Diplom für Musiklehrer ab.
Termöhlen ist nicht nur als Blockflötistin, sondern auch als Komponistin tätig. Ihre Werke wurden mit mehreren Bundespreisen für Komposition der Jeunesses Musicales Deutschland und dem Internationalen Carl-von-Ossietzky-Preis ausgezeichnet. Sie erhielt Kompositionsunterricht bei Theo Brandmüller und Musiktheorie bei Reinhard Bahr. Ihre Werke sind bei den Musikverlagen Edition Dohr, Tre Fontane sowie Edition Moeck verlegt. Neben ihrer Tätigkeit als Blockflötistin und Komponistin ist Nicola Termöhlen auch als Blockflötenpädagogin tätig. Sie konzertiert regelmäßig mit diversen Ensembles für Barockmusik sowie der Hamburger Camerata.

## Werke
- Abendgebet – nach einem Text von D. Bonhoeffer (2024 – gemischter Chor SATB), Manuskript
- Gott meint es gut – Singspiel für Heiligabend (2024 – Kinderchor und Instrumente), Manuskript
- de tijd verstrijkt – time goes by (2023 – Blockflötentrio ATB), Manuskript
- Kinderfasching – Children’s Carnival (2023 – Klavier), Edition Dohr M-2020-4746-0
- in anticipation of byrd (2023 – Blockflötenensemble TTTBBB), Manuskript
- From the sea (2022 – Trio d’Anches), Edition Dohr M-2020-4747-7